# آرارات گومتسیان
آرارات دوینی گومتسیان (Արարատ Դվինի Գոմցյան؛ زادهٔ ۲ فوریهٔ ۱۹۴۸) یک آموزگار، سیاستمدار، دیپلمات و اقتصاددان اهل ارمنستان است که از تاریخ ۱۹۹۰ تا تاریخ ۱۹۹۹ نمایندگی دوره‌های دوره اول شورای عالی جمهوری ارمنستان و اول مجلس ملی جمهوری ارمنستان را برعهده داشت.

## زندگی‌نامه
در ۲ فوریهٔ ۱۹۴۸ در لنیناکان به دنیا آمد و از دانشگاه دولتی ایروان فارغ‌التحصیل شد. وی همچنین در سال ۲۰۰۹ عنوان شهروند افتخاری گیومری به وی اعطا شده است.